# Dolenje Gradišče (Dolenjske Toplice, Slovenija)
Dolenje Gradišče je naselje u slovenskoj Općini Dolenjskim Topllicama. Dolenje Gradišče se nalazi u pokrajini Dolenjskoj i statističkoj regiji Jugoistočnoj Sloveniji. 

## Stanovništvo
Prema popisu stanovništva iz 2002. godine naselje je imalo 29 stanovnika.